# 池谷匠翔
池谷 匠翔（いけたに たくと、2002年3月10日 - ）は、地方競馬の川崎競馬場林隆之厩舎所属の騎手である。地方競馬教養センター騎手課程第99期生。

## 来歴
父は元体操選手でタレントの池谷直樹、父方の伯父は元体操選手の池谷幸雄、母方の叔父は元サッカー選手の北村隆二。小柄な体格で父の友人の馬主から「体格的に騎手に向いている」と勧められたことがあり、幼い頃から慣れ親しんだ生き物、体を動かすことのどちらにも関わることができる仕事であるとして騎手の道を志す。
高校2年時に地方競馬教養センターに入所し、2020年4月1日付けで地方競馬騎手免許を取得。同年4月13日第1回川崎競馬1日目第2競走160万円以上208万円未満条件戦アークストーンで初騎乗（12頭立て10番人気5着）。
しかしデビューから2ヶ月で勝利をあげることはできず、6月6日から佐賀競馬場で期間限定騎乗を開始（佐賀での所属は真島元徳厩舎）。6月13日、第6回佐賀競馬1日目第11競走ライラック賞（C1-9組）をエーティーキンセイで優勝（9頭立て1番人気）し、佐賀での騎乗14戦目、通算44戦目で初勝利。佐賀競馬では騎乗期間に10勝をあげた。
続けて9月15日から11月5日までホッカイドウ競馬で期間限定騎乗（北海道での所属は林和弘厩舎）。初騎乗となった第12回門別競馬1日目第1競走2歳牝馬未勝利戦をミックスベリーで優勝（12頭立て3番人気）、9月29日には第7回船橋競馬2日目第9競走（ヤングジョッキーズシリーズトライアルラウンド船橋第2戦）をマテラヴィクトリー（14頭立て2番人気）で勝ち南関東での初勝利を挙げた。
11月6日から再び佐賀競馬場で期間限定騎乗を開始（佐賀での所属は真島元徳厩舎）。
目標とする騎手は町田直希、趣味は釣り。